# Allumiere

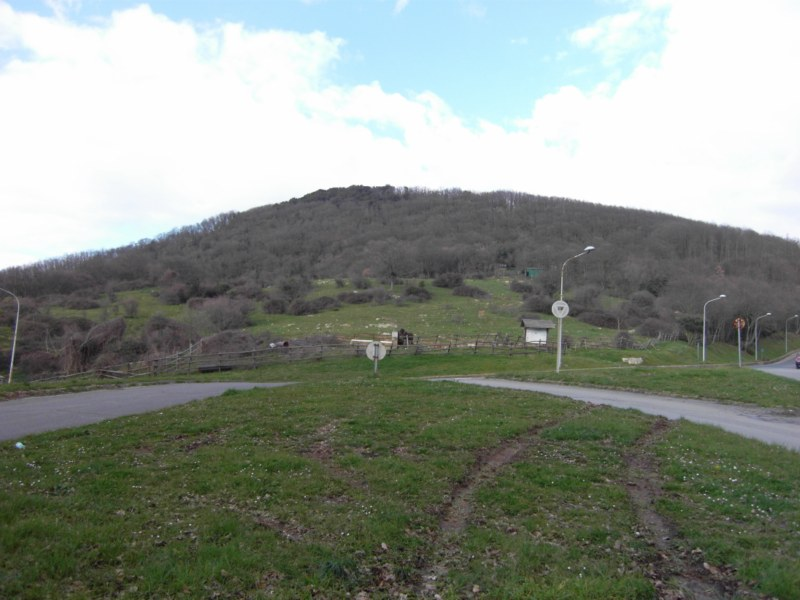
Monte Elceto

Allumiere is een gemeente in de Italiaanse provincie Rome (regio Latium) en telt 4186 inwoners (31-12-2004). De oppervlakte bedraagt 92,2 km², de bevolkingsdichtheid is 69 inwoners per km².
De volgende frazioni maken deel uit van de gemeente: Contrade: Burò, Ghetto, La Bianca, Nona, Polveriera, Sant'Antonio.

## Demografie
Allumiere telt ongeveer 1674 huishoudens. Het aantal inwoners daalde in de periode 1991-2001 met 2,0% volgens cijfers uit de tienjaarlijkse volkstellingen van ISTAT.
| Jaar | Inwoneraantal |
| ---- | ------------- |
| 1991 | 4273          |
| 2001 | 4187          |

## Geografie
De gemeente ligt op ongeveer 522 m boven zeeniveau.
Allumiere grenst aan de volgende gemeenten: Civitavecchia, Santa Marinella, Tarquinia (VT), Tolfa.